# غابرييل تالياري
غابرييل بيريرا تالياري (بالإنجليزية: Gabriel Pereira Taliari)‏، المعروف باسم غابرييل تالياري (بالإنجليزية: Gabriel Taliari)‏ هو لاعب كرة قدم برازيلي محترف، من مواليد 13 أبريل 1997، يلعب لنادي كابيفاريانو.

## روابط خارجية
- غابرييل تالياري على موقع قاعدة بيانات كرة القدم.إي يو (الإنجليزية)
- غابرييل تالياري على موقع Soccerway.com (الإنجليزية)